# Ноишевская, Богумила
Богуми́ла Ноише́вская (пол. Bogumiła Noiszewska), в монашестве — Мария Ева Провидения CSIC (пол. Maria Ewa od Opatrzności, 24 июня 1885, Užumiškiai, Каунасское районное самоуправление — 19 декабря 1942, Слоним, Барановичская область) — блаженная Римско-католической церкви, монахиня их женской монашеской конгрегации «Сёстры Непорочного зачатия Пресвятой Девы Марии», мученица.

## Биография
После окончания гимназии Богумила Ноишевская обучалась в Санкт-Петербурге в медицинском институте, который закончила в 1914 году. Во время I Мировой войны работала в военных госпиталях. В 1919 году Богумила Ноишевская вступила в женскую монашескую конгрегацию «Сёстры Непорочного зачатия Пресвятой Девы Марии», приняв монашеское имя Мария Ева Провидения. В 1927 году приняла монашеские обеты, после чего исполняла обязанности врача в монастыре, одновременно преподавая в гимназиях городов Язловец (Украина) и Слоним (Белоруссия).
После начала II Мировой войны укрывала на территории монастыря евреев, за что была арестована Гестапо 18 декабря 1942 года и на следующий день 19 декабря 1942 расстреляна возле города Слоним.

## Прославление
13 июня 1999 года Богумила Ноишевская была беатифицирована Римским папой Иоанном Павлом II в группе 108 блаженных польских мучеников.
День памяти в Католической церкви — 12 июня.

## Источник
- Klara od Niep. Poczęcia, siostra Ewa Noiszewska — referat